# Джатиев, Сергей Левонович
Сергей Левонович (Леванович) Джатиев (род. 17 августа 1966) — советский и российский футболист, полузащитник, футбольный тренер, функционер.
Карьеру игрока провёл в низших лигах первенств СССР и России. Играл в первой лиге (1993—1994), второй лиге / втором дивизионе (1984, 1987—1990, 1992, 1995—1997, 1999, 2001), второй низшей лиге (1991), первенстве КФК (2000—2001) за команды «Машук» / «Энергия» Пятигорск (1984, 1987—1992, 1997, 2000), «Автодор-ОЛАФ» / «Автодор» / «Автодор-БМК» Владикавказ (1993—1995), «Олимп» Кисловодск (1996), «Бештау» Лермонтов (1999), «Локомотив-Тайм» Минеральные Воды (2000, 2001).
В «Машуке-КМВ» работал главным тренером (2002—2005, август 2007—2008), старшим тренером (2006 — июль 2007), спортивным директором (2015/16 — 2016/17), главным тренером второй команды (2011/12). В команде пятигорской СШОР № 6, выступающей в первенстве Ставропольского края — генеральный директор (2014/15), директор (с 2019).